# Ugo Ciabattini
Ugo Ciabattini (Napoli, 8 ottobre 1908 – Dessiè, 4 marzo 1936) è stato un calciatore e aviatore italiano.

## Biografia
Attaccante di ruolo, gioca per alcune stagioni nella Lazio, collezionando tre presenze senza gol all'attivo nel 1929-1930.
Nella stagione 1930-1931 viene ceduto alla S.T.E.R. di Roma e nel 1931-1932 gioca nella Avieri Ciampino.
Pilota di aerei, raggiunge il grado di sergente e muore a soli 27 anni in Etiopia, durante un volo. Decorato con la medaglia d'argento al valor militare alla memoria, oggi è intitolato a suo nome il campo sportivo di Passo Corese.